# Matrices semblables
En mathématiques, deux matrices carrées A et B sont dites semblables s'il existe une matrice inversible P telle que {\displaystyle A=PBP^{-1}}.
La similitude est une relation d'équivalence.
Deux matrices sont semblables si et seulement si elles représentent le même endomorphisme d'un espace vectoriel dans deux bases (éventuellement) différentes.
Il ne faut pas confondre la notion de matrices semblables avec celle de matrices équivalentes. En revanche, si deux matrices sont semblables, alors elles sont équivalentes.
Un moyen de déterminer si deux matrices sont semblables est de les réduire, c'est-à-dire de les ramener à une forme type : diagonale, forme réduite de Jordan…

## Invariants de similitude
Les applications sur l'espace des matrices carrées dont le résultat est identique pour une matrice et une matrice qui lui est semblable sont appelés des invariants de similitude.
Le rang, le polynôme caractéristique (en particulier le déterminant, les valeurs propres et la trace) et le polynôme minimal sont des invariants de similitudes, mais ils ne forment pas un système complet, c'est-à-dire qu'ils ne suffisent pas toujours à détecter la non-similitude de deux matrices.
Un système complet d'invariants de similitude est fourni par la décomposition de Frobenius. Il permet de démontrer que toute matrice carrée est semblable à sa transposée.

## Exemple
Les matrices suivantes sont semblables :
{\displaystyle A={\begin{pmatrix}-2&-2\\5&4\end{pmatrix}}}
{\displaystyle B={\begin{pmatrix}0&-2\\1&2\end{pmatrix}}} (la matrice compagnon du polynôme caractéristique de {\displaystyle A}).
En effet, en choisissant une matrice colonne {\displaystyle X} réelle non nulle puis en posant {\displaystyle Y=AX}, {\displaystyle Z=AY} et
{\displaystyle P={\begin{pmatrix}X&Y\end{pmatrix}}} (inversible),
on obtient {\displaystyle Z=-2X+2Y} donc
{\displaystyle AP={\begin{pmatrix}Y&Z\end{pmatrix}}=PB}.